# Mardan (distrikt)

Karta över Nordvästra Gränsprovinsen med distriktet Mardan markerat

Mardan är ett distrikt i Pakistanska provinsen Nordvästra Gränsprovinsen. Administrativ huvudort är Mardan.

## Administrativ indelning
Distriktet är indelat i tre Tehsil.
- Mardan Tehsil
- Takht Bhai Tehsil
- Katlang Tehsil